# Antonio Prieto Lucena

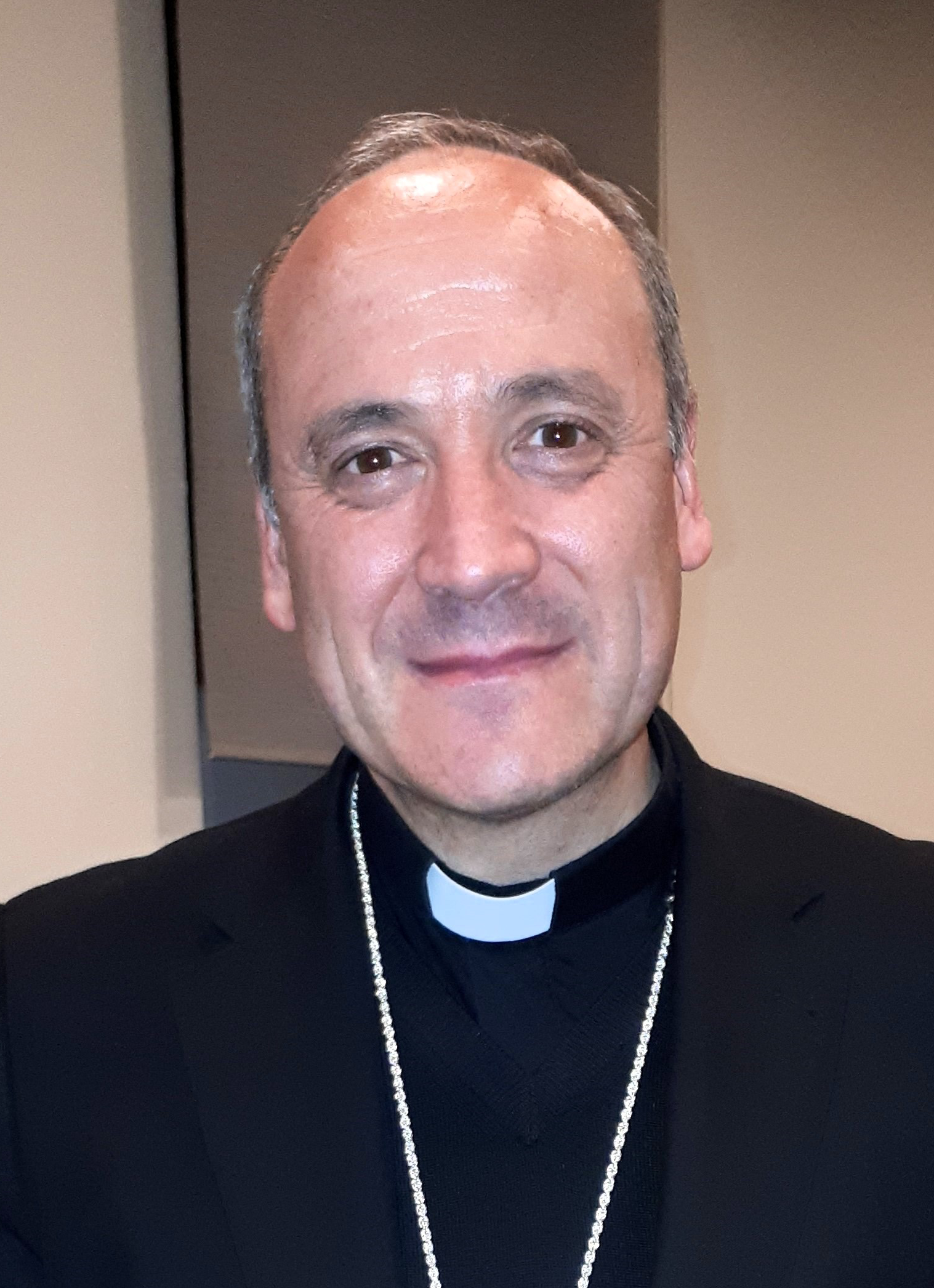
Antonio Prieto Lucena (November 2023)

Bischofswappen von Antonio Prieto Lucena

Antonio Prieto Lucena (* 13. Januar 1974 in La Rambla, Provinz Córdoba) ist ein spanischer römisch-katholischer Geistlicher und Bischof von Alcalá de Henares.

## Leben
Antonio Prieto Lucena empfing am 2. Juli 2000 das Sakrament der Priesterweihe für das Bistum Córdoba.
Nach weiteres Studien am Päpstlichen Institut für Ehe- und Familienwissenschaften erwarb er 2002 das Lizenziat in Ehetheologie. Von 2004 bis 2007 war er Subregens des Konziliarseminars San Pelagio, arbeitete in der Pfarrei San Isidro mit und gehörte dem Priesterrat an. Während dieser Zeit wurde er 2006 an der Universidad Eclesiástica San Dámaso in Moraltheologie promoviert. Von 2005 bis 2007 leitete er zudem das Höhere Institut für Religionswissenschaft. Von 2007 bis 2018 leitete er das Konziliarseminar und lehrte Moraltheologia am Theologischen Institut sowie an der Universidad Eclesiástica San Dámaso. Außerdem war er in dieser Zeit Diözesanbeauftragter für die Berufungspastoral. Ab 2012 gehörte er der theologischen Kommission an und arbeitete für die Glaubenskommission der Bischofskonferenz. Ab 2018 war er Pfarrer in Córdoba und Generalvikar des Bistums.
Papst Franziskus ernannte ihn am 1. April 2023 zum Bischof von Alcalá de Henares. Der Erzbischof von Madrid, Carlos Kardinal Osoro Sierra, spendete ihm am 10. Juni desselben Jahres in der Kathedrale von Alcalá de Henares die Bischofsweihe. Mitkonsekratoren waren der Apostolische Nuntius in Spanien, Erzbischof Bernardito Cleopas Auza, und der Bischof von Córdoba, Francisco Javier Martínez Fernández.